# Remigio Múgica
Remigio Múgica Múgica (Vergara, Guipúzcoa, 29 de septiembre de 1866-Pamplona, Navarra, 1 de mayo de 1958) fue un músico y tenor español. 

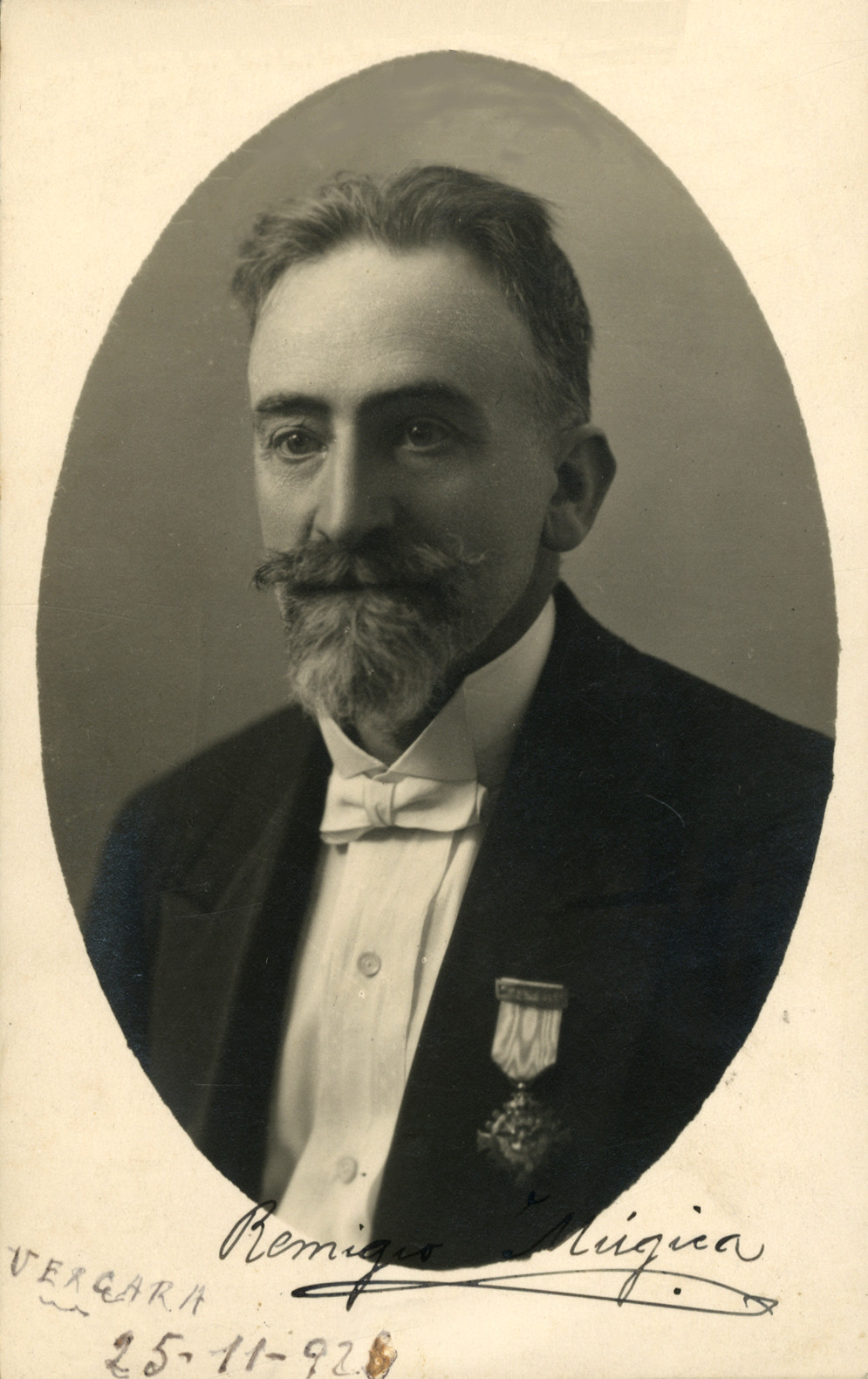
Retrato de Remigio Múgica (ca.1892)

## Biografía
Cursó estudios de canto y tenía una hermosa voz de tenor.  
En 1888, a través de un diario de Pamplona se informó en Vergara sobre la convocatoria oposiciones para proveer una plaza de tenor en la Catedral de Pamplona. Se personó, junto a su hermano Isidro, presbítero y canónigo, para opositar en la capital de Navarra, se alojó en casa de Cipriano Olaso, y las obtuvo, el 3 de junio de 1888, por unanimidad del jurado, el puesto.
De carácter sencillo y afable, pronto fue conocido y apreciado; actuó en el Casino Principal de Pamplona, de la mano de Serafín Mata Oneca, formó un pequeño orfeón que cantaba en el Centro Dominical de Obreros de la calle Calderería y apreciándose sus valiosas dotes directorial.

### El Orfeón Pamplonés
El 27 de marzo de 1891 lo nombraron director del Orfeón Pamplonés, fundado en 1865 por Conrado García Pastor, al que consagró su actividad profesional «y le proporcionó la época más brillante del coro» aunque la compaginó como cantor de la Capilla de Música de la catedral.
El 16 de junio de 1892 realiza la presentación en el Casino Principal de Pamplona. Tras el éxito reiterado Ese mismo año, los días 27 y 28 de agosto, en el Concurso Internacional de Orfeones que se celebró en Bilbao, alcanzándose los tres primeros premios. Fue el inicio de la carrera triunfal del conjunto de Múgica, el cual quedó al frente del Orfeón Pamplonés durante cincuenta cuatro años. De 1897 a 1906 actúa en numerosas ocasiones junto con la Sinfónica de Madrid.
El 21 de julio de 1907, en el Santuario de San Miguel de Aralar, se reunieron «varios orfeonistas tolosanos y pamploneses, acompañados de sus respectivos directores», Eduardo Mocoroa y Remigio Múgica, donde cantaron conjuntamente una misa. Según los cronistas se constataba la fuerte relación entre ambos grupos corales que repeterían la colaboración.
El 15 de septiembre de 1918, en Oviedo, con ocasión de la coronación canónica de la Virgen de Covadonga, participan logrando, por unanimidad del jurado, el Premio extraordinario de 8.000 pesetas según informaba el periódico El Carbayón que añadía sobre los miembros del conjunto coral que «profesionales parecen y no aficionados».
El 10 de febrero de 1924, con ocasión de la toma de posesión del recién nombrado obispo de Pamplona, Mateo Múgica Urrestarazu, se celebran numerosos actos en la ciudad con tal circunstancia. El Orfeón Pamplonés, entre otros, da un concierto por la tarde en el que se interpreta una jota navarra de Joaquín Larregla adaptada para la ocasión por Baldomero Barón Rada. Salvo la primera estrofa, interpretada por el tenor Segundo de Egaña, el resto de coplas las cantó el mismo Remigio Múgica que había sido compañero del nuevo prelado.

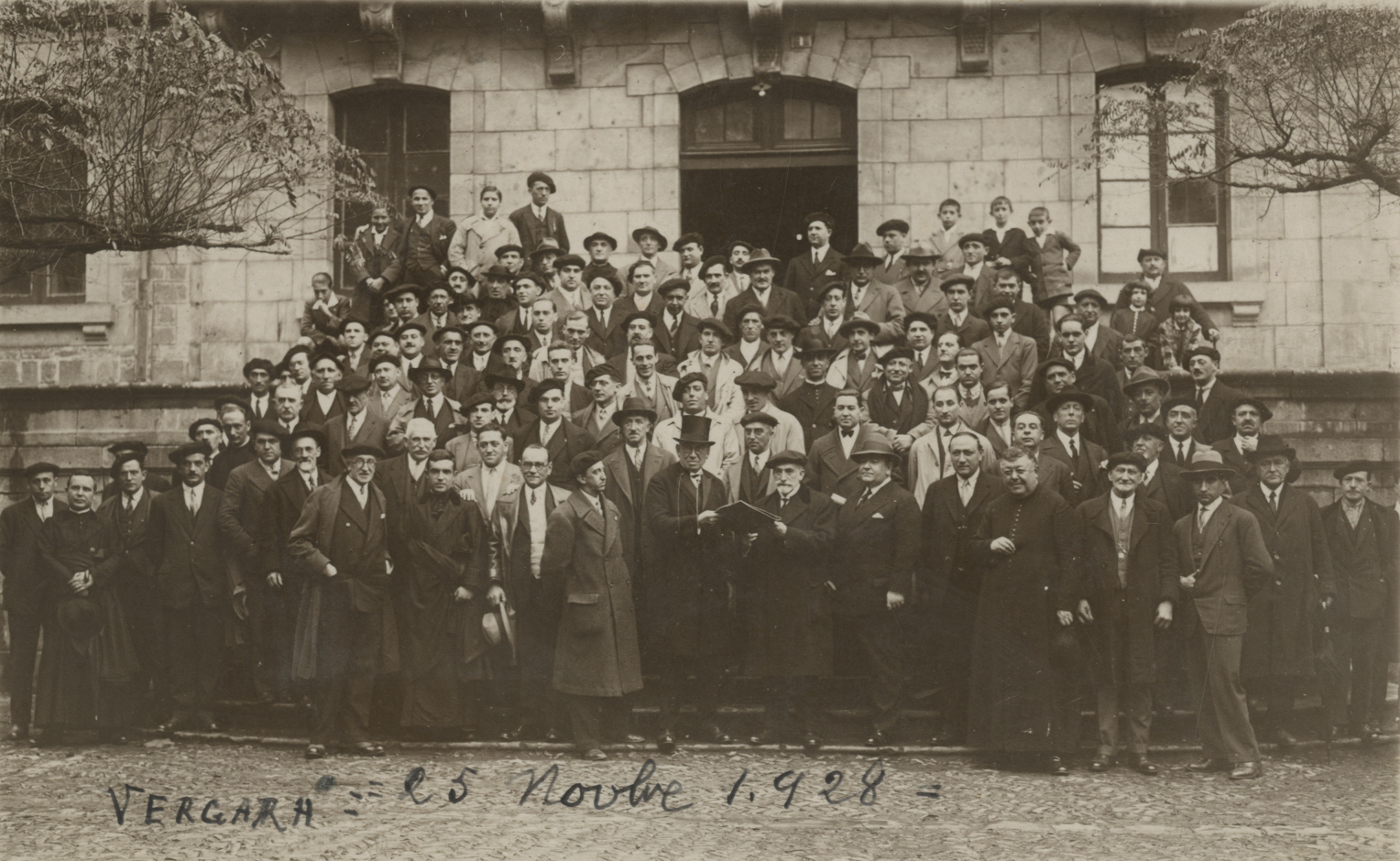
Homenaje a Remigio Múgica en Vergara (25 de noviembre de 1928)

El 29 de junio de 1932, recién instituido el Día de la Música en Navarra, se tributa un homenaje a Remigio Múgica coincidiendo con su 40.º aniversario como director del Orfeón. Para la ocasión se reunieron representantes musicales de Pamplona, Tudela, Estella, Tafalla y Aoiz. Igualmente acudieron desde San Sebastián, Bilbao, Vitoria, Tolosa y Vergara.
El 16 de mayo de 1934 fue entregado al Orfeón Pamplonés un busto de su director elaborado por Fructuoso Orduna.

### Bodas de oro
Con ocasión de los 50 años al frente del Orfeón, son invitados a Madrid para dar tres conciertos en diciembre de 1942 en el Monumental Cinema junto a la Orquesta Nacional de España dirigida por Jesús Arámbarri.
En 1946 cesó su actividad por su avanzada edad. Cuatro años antes celebró, en unión de su masa coral, las Bodas de Oro, que fueron conmemoradas con excepcionales conciertos en Pamplona, Madrid y varias capitales más.
 

El 17 de mayo de 1947, en un homenaje al mismo Baldomero Barón, volvió a dirigir el Orfeón Pamplonés y, al mismo tiempo, a cantar una jota adaptada para la ocasión. La crónicas del evento lo relataban así: 
«D. Remigio Múgica, hizo al auditorio el exquisito regalo de tres bellas composiciones, terminando con la valiente jota navarra «¡Siempre p'alante!» de nuestro eminente y llorado compositor don Joaquín Larregla que levantó una verdadera tempestad de aplausos. Hubo coplas alusivas. El notable tenor Julián Olaz cantó la siguiente: ¡Qué bien parece jota 
si se dice con el alma 
y la canta el Orfeón 
junto a la mejor rondalla! 
Y el propio maestro D. Remigio Múgica, en obsequio al Sr. Barón, cantó esta otra: 
En la jota que cantamos 
la Rondalla y Orfeón 
va el homenaje de todos 
a Baldomero Barón. 
De nuevo se produjo una salva de aplausos y se repitió la jota.»
Múgica, a veces, debido a su magnífica voz, de hermosa calidad, flexible, de agudos brillantes y expresión cautivadora, cantaba los solos de importantes composiciones orfeónicas, entre otros, a Super Flímina y las Escenas montañesas, de Ricardo Villa, estrenadas estas en 1908 en las sesiones de San Fermín que organizaba y sufragaba Pablo Sarasate.  
El Orfeón Pamplonés nombró Múgica presidente de honor, por sus relevantes méritos y eficaz labor cultural que realizó. El logro de este éxito se basó, en parte, en la introducción del repertorio sinfónico-coral, potenciado a comienzos del siglo XX, incorporando voces femeninas.
Conjunto de todas estas actividades, también fue profesor de solfeo en la Academia Municipal de Música de Pamplona, donde tuvo entre otros alumnos a Luis Belzunegui Arruti que llegaría a ser un gran organista.

## Reconocimientos
Algunos de los títulos y reconocimientos personales fueron:
- Hijo adoptivo de Pamplona. El Ayuntamiento de Pamplona, además, le dedicó una calle en el Barrio de la Milagrosa.
- Hijo distinguido de Vergara, el 25 de noviembre de 1928.[15]
- Caballero de Isabel la Católica.
- Caballero de la Distinguida Orden Española de Carlos III.[16]
- Caballero de la Orden de Alfonso XII.
- Comendador de la Orden civil de Alfonso XII.[17]
- Condecoración de Encomienda Alfonso X el Sabio, en diciembre de 1942.[18]